# Памятник Крыленко (Смоленск)
Памятник Николаю Васильевичу Крыленко — памятник в Смоленске. Объект культурного наследия.

## Описание и местоположение
Установлен на пересечении улиц Маршала Жукова и Коммунистической в 1985-м году и приурочен к 100-летию рождения видного коммуниста.
Скульптура Н. В. Крыленко выполнена по проекту скульптора В. Э. Горевого, благоустройство площади у памятника, обустройство сооружений подпорных стенок и постамента — архитекторы Н. А. Соколов и И. И. Марченков.
На памятнике надпись, выполненная из металлических объемных букв: «Николай Васильевич Крыленко». На верхней кромке южной грани надпись: «1885-1938 памятник сооружен в честь 100-летия со дня рождения видного советского партийного, государственного и военного деятеля».
Общая высота памятника составляет 5,9 метра. Скульптура бронзовая, лицом обращена на запад. Н. В. Крыленко показан выступающим перед аудиторией, в его левой руке — бумажные листы, полы бушлата развевает ветер.